# شب‌پرک‌ها
شب‌پرک‌ها (نام علمی: Pipistrellus) نام یک سرده از خانواده خفاش‌ناهیدی است.